# Ford Granada (Vereinigte Staaten, 1981–1982)
Der Ford Granada der Modelljahre 1981 und 1982 ist ein Mittelklasse-Pkw des Automobilkonzerns Ford, der vor allem auf dem nordamerikanischen Markt verkauft wurde. Er ist die zweite der dortigen, zwei Generationen umfassenden Granada-Reihe und ist technisch eine oberflächlich aufgewertete Variante des preiswerten Ford Fairmont. Der Granada ersetzte unter anderem den von 1975 bis 1980 gebauten Granada der ersten Serie, der zu den erfolgreichsten Ford-Modellen der 1970er-Jahre gehörte. Im Gegensatz zu ihm wurde die zweite Granada-Generation ein wirtschaftlicher Misserfolg. Ein baugleiches Schwestermodell stand bei der Konzernmarke Mercury unter der Bezeichnung Cougar im Programm.

## Modellgeschichte

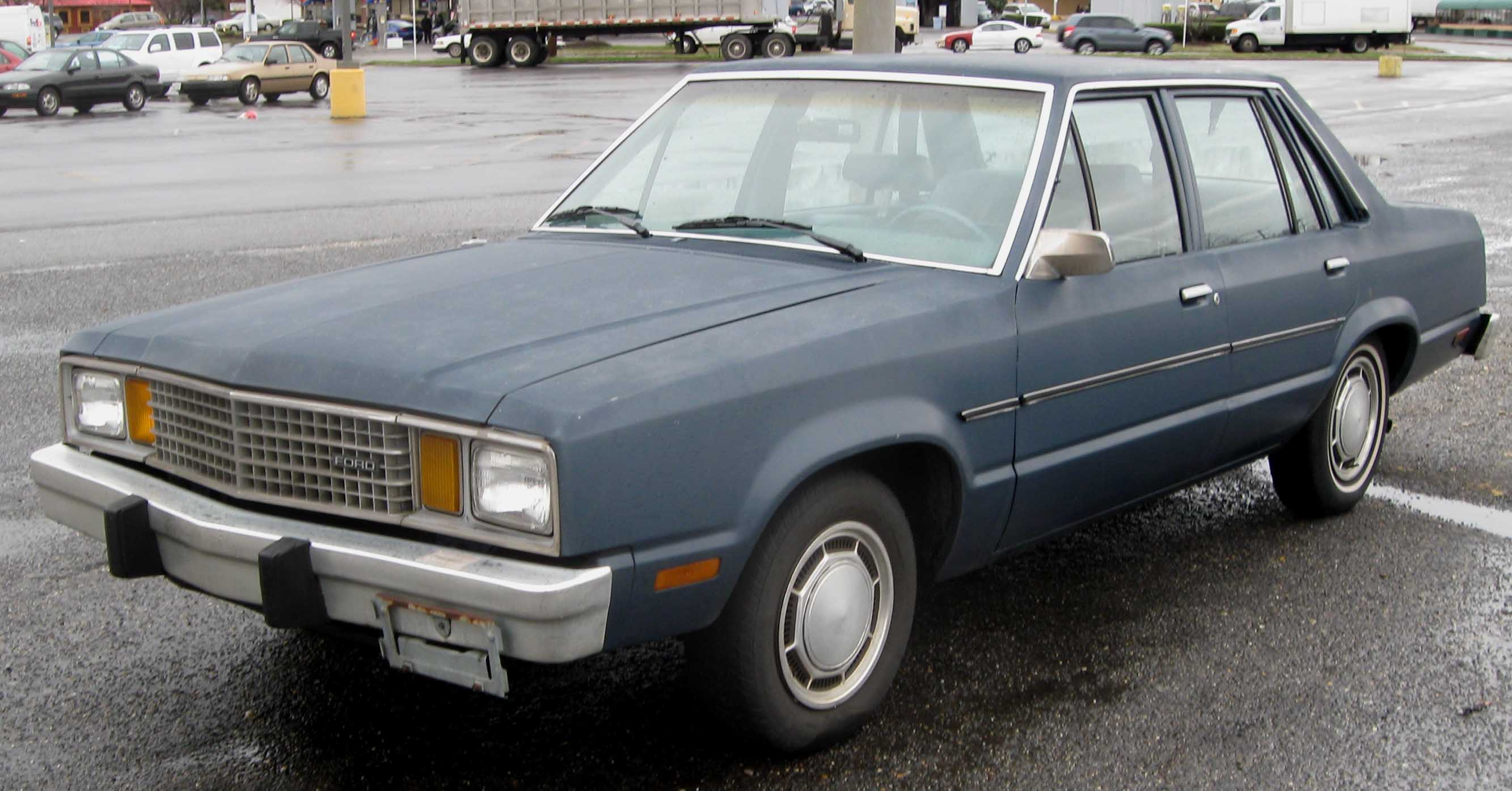
Basismodell: Ford Fairmont

Die Modellpalette des Ford-Konzerns war in der zweiten Hälfte der 1970er-Jahre im Umbruch. Unterhalb des Spitzenmodells LTD, das 1979 in einer größenreduzierten Version auf den Markt gekommen war, rangierte bis 1979 der veraltete LTD II, der auf eine Konstruktion aus dem Jahr 1973 zurückging. Daneben hatte Ford seit 1974 die erste Generation des nordamerikanischen Granada im Programm, die geringere Abmessungen hatte und wesentlich leichter war als der LTD II, dank zeitgemäßer Konstruktionsmerkmale aber mehr Platz im Innenraum bot und vor allem wesentlich wirtschaftlicher war. Der US-Granada gehörte zu den erfolgreichsten nordamerikanischen Ford-Modellen der 1970er-Jahre. Wegen zunehmend strenger werdender Vorschriften zum Treibstoffverbrauch setzte Ford – wie alle anderen Hersteller auch – in der zweiten Hälfte der 1970er-Jahre ein Downsizing-Programm um. Mit Ablauf des Modelljahrs 1979 stellte die Marke zunächst den alten LTD II und im folgenden Jahr auch die erste Granada-Generation ein. Ersatz für beide Reihen war die 1981 eingeführte zweite Granada-Generation. Sie basierte auf der Fox-Plattform und war eng mit dem nach nordamerikanischen Maßstäben kompakten Ford Fairmont verwandt, der 1977 auf den Markt gekommen war.
Die zweite Granada-Generation war nicht erfolgreich. In zwei Jahren entstanden insgesamt lediglich etwas mehr als 240.000 Autos; derartige Werte übertraf der Granada der ersten Generation in jedem einzelnen Modelljahr. Mit Ablauf des Modelljahrs 1982 stellte Ford die zweite Granada-Reihe ein. An ihre Stelle trat eine neu gestaltete Baureihe mit vergleichbarer Technik, auf die Ford die bislang für Full-Size-Modelle bestimmte Bezeichnung LTD übertrug. Dieser Mittelklasse-LTD verkaufte sich wesentlich besser als die zweite Granada-Generation.

## Modellbeschreibung

### Karosserie
Der Granada der zweiten Serie hat wie der erste Granada (aber anders als der LTD II) eine selbsttragende Karosserie. Die Grundstruktur des Aufbaus ist mit dem des Ford Fairmont identisch. Mit ihm teilt sich der Granada der zweiten Serie auch einige Blechteile wie die Türen sowie wesentliche Teile der Verglasung. Das Design ist im Detail weniger schlicht als das des Fairmont. Der Granada hat eine ausgeprägte verchromte Kühlermaske, deren Form an die des großen LTD erinnert. Die C-Säule steht bei den Stufenheckmodellen steiler als beim Fairmont; sie hat keine zusätzlichen Seitenfenster. Vorn sind viereckige Doppelscheinwerfer installiert; die vorderen Blinker befinden sich in den Stoßstangen. 
Als Karosserieversionen waren zunächst nur zwei- und eine viertürige Stufenhecklimousinen erhältlich. Zum Modelljahr 1982 kam ein fünftüriger Kombi hinzu. Zeitgleich wurde die Kombiversion des Fairmont eingestellt.

### Bodengruppe und Fahrwerk
Die Bodengruppe des Granada stimmt mit der des Ford Fairmont überein. Beide Modelle haben den gleichen Radstand. Auch das Fahrwerk ist identisch konstruiert. Die vorderen Räder sind einzeln an MacPherson-Federbeinen aufgehängt, hinten ist eine Starrachse mit Schraubenfedern eingebaut. Die Zahnstangenlenkung wurde neu konstruiert; sie kam seit der Einführung des Granada auch im Fairmont zum Einsatz.

### Motorisierung
Die Motorisierungen des Granada wurden vom Ford Fairmont übernommen. Hier wie da war ein 2,3 Liter großer Reihenvierzylinder aus der Lima-Reihe die Standardmotorisierung. Wahlweise und gegen Aufpreis gab es einen Reihensechszylindermotor aus der Thriftpower-Serie sowie einen Achtzylinder-V-Motor der Windsor-Familie. Mit allen Motoren waren die Granada schwach motorisiert. Der Vierzylindermotor reichte nur für eine Höchstgeschwindigkeit von 156 km/h, und die Beschleunigung von 0 auf 96 km/h erfolgte in 16,6 Sekunden.
| Übersicht über die Motorisierungen                             |                |             |             |             |
| Bauart                                                         | Bauart         | Ottomotoren | Ottomotoren | Ottomotoren |
| Zylinder                                                       | Zylinder       | 4 Reihe     | 6 Reihe     | V8          |
| Hubraum                                                        | cui            | 140         | 200         | 255         |
| Hubraum                                                        | cm³            | 2301        | 3273        | 4183        |
| Leistung                                                       | SAE-PS (netto) | 89          | 95          | 117         |
| Modelljahr                                                     | 1981           | S           | O           | O           |
| Modelljahr                                                     | 1982           | S           | O           | O           |
| S = Serienausstattung O = aufpreispflichtige Wunschausstattung |                |             |             |             |

### Ausstattungslinien
Der Ford Granada war in drei Ausstattungslinien erhältlich:
- Basisversion war der Granada L.
- Die mittlere Linie wurde als Granada GL verkauft.
- Die teuerste und am besten ausgestattete Version hieß Granada GLX.

## Produktion
Ford baute in zwei Jahren insgesamt etwa 240.000 Granadas der zweiten Serie. Das Modell erreichte nicht ansatzweise die Produktionszahlen seines Vorgängers. Auch die Mercury-Variante blieb deutlich hinter den Erwartungen zurück. 1981 und 1982 entstanden lediglich knapp 160.000 Cougar.
| Produktionszahlen |                |                     |                     |        |         |
| Karosserieform    | Karosserieform | Limousine (2 Türen) | Limousine (4 Türen) | Kombi  | Summe   |
| Modelljahr        | 1981           | 35.057              | 86.284              | –      | 121.341 |
| Modelljahr        | 1982           | 12.802              | 62.339              | 45.182 | 120.323 |